# 赫爾霍爾帕爾姆斯 (加利福尼亞州)
赫爾霍爾棕櫚樹（英語：Hellhole Palms）是位於美國加利福尼亞州聖地牙哥縣的一個非建制地區。該地的面積和人口皆未知。

## 地理
赫爾霍爾棕櫚樹的座標為33°14′12″N 116°26′25″W / 33.23667°N 116.44028°W，而該地的平均海拔高度為524米（即1719英尺）。